# Печатка

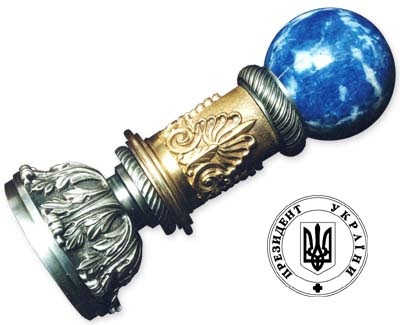
Гербова Печатка Президента України та її відбиток

Велика печать УНР (В. Кричевський, 1918)

Державна печатка Української Держави (1918)

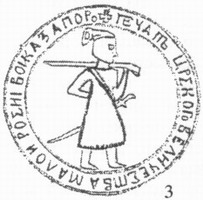
Печатка Війська Запорозького за Богдана Хмельницького (1654)

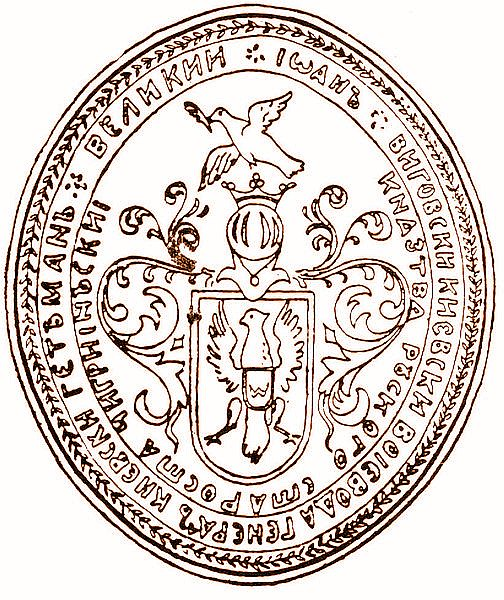
Печатка Гетьмана Виговського

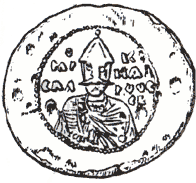
Печатка Князя Ярослава Мудрого

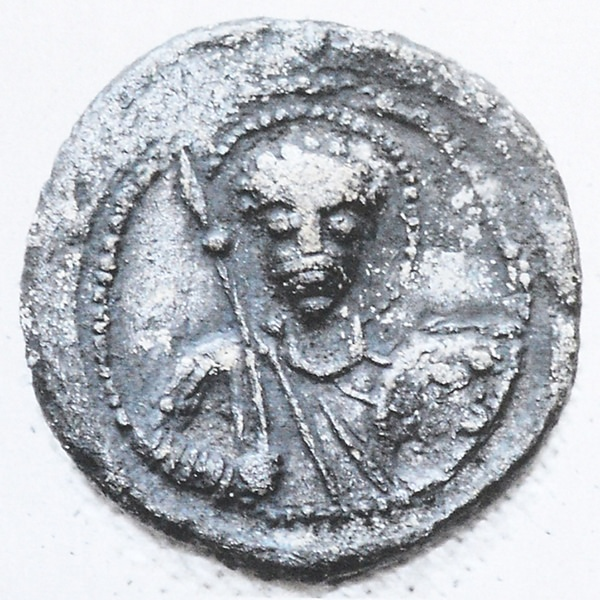
Княжа печатка за часів Київської Русі

Печатка — спеціальний інструмент (невеликий гумовий чи металевий предмет), призначений для відбитку зображення, а також отриманий за його допомогою відбиток (відтиск) на папері, воску, пластиліні та інших матеріалах.
Ставиться на документах чи упаковці, використовується для посвідчення справжності підпису або цілого документа. Якщо відбиток зроблений як рельєф за допомогою сильного тиску на папір та має в місцях дотику печатки ущільнення — це суха (тиснена) печатка. В інших випадках використовується рідка або зріджена речовина як чорнило, віск, зазвичай кольору, що відрізняється від кольору паперу — мокра печатка.
Нерідко виготовляють і використовують печатку у вигляді власноручного підпису, яку називають факсиміле.
- Гербова печатка — це печатка, що має в центрі кліше друку дзеркальне відображення Державного герба країни, що засвідчує підпис посадових осіб, яким делеговано право підпису документів по напрямах їх діяльності.

Бувши встановленою на персні, печатка називається перснем-печаткою. 
З юридичною метою визначення печатки можуть розширювати включивши штампи і навіть написання спеціальних слів (наприклад, «seal» або «L.S.» в американському законодавстві).
Вивченням печаток займається допоміжна історична дисципліна сфрагістика.

## Відбиток

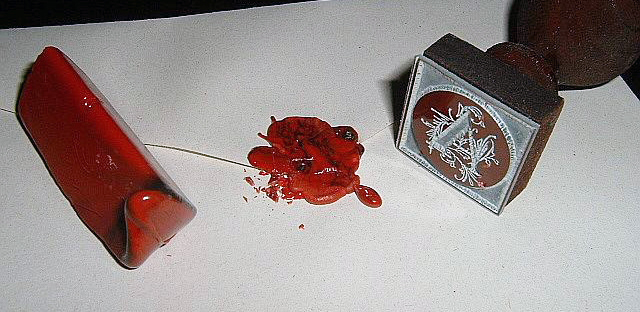
Воскова печатка на конверті

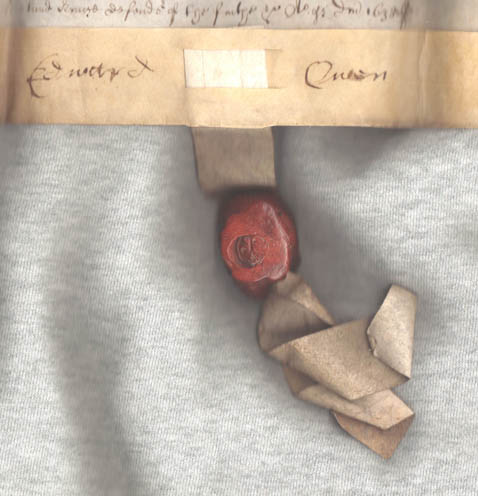
Печатка сосновою смолою на велені, на мітці чи «хвості» англійського акта 1638 року

Печатки ставляться просто на лицеву сторону документа або прикріпляють до документа шнуром або стрічкою чи вузькою смужкою, нарізаною і складеною, але не відділеною від документа. Це дозволяє завірити справжність, не допускаючи повторного використання печатки. Якщо злочинець спробує відділити печатку, то в першому випадку вона зламається. В інших випадках, хоч злочинець і може відірвати шнури від паперу, йому все одно доведеться відділити їх, щоб помістити печатку на інший документ — а це може зруйнувати печатку, тому що шнури намагаються зв'язувати в середині воску печатки. Хоча багатьом правовим інструментам потрібні печатки для перевірки справжності, приватні особи користуються печатками все рідше і рідше.
Нотаріуси все ще використовують печатки щоденно. До прикладу у Великій Британії кожен дипломований нотаріус має особисту печатку, зареєстровану у органах влади, яка містить його ім'я та живописну емблему, часто тваринного плану.
В країнах центральної та східної Європи, а також у східній Азії, підпис є недостатнім при перевірці справжності документа в будь-якому виді бізнесу, тому всі керівники, як і багато бухгалтерів та інших працівників, мають особисту печатку.
Печатки також розміщувались на архітектурній чи інженерній будівельній документації чи планах, засвідчуючи особистість ліцензійного професіонала, який керує роботами. В залежності від органу влади, який володіє юрисдикцією для проекту, ці печатки можуть бути тисненими (сухими) з підписом, штампом (мокрими) з підписом, або в деяких випадках комп'ютерним факсиміле початкової печатки, завіреної цифровим підписом, який доданий як захищений файл. По ідентичності печаток професіонала можна встановити юридичну (інколи і фінансову) відповідальність за будь-які помилки й упущення.

## Основне
Згідно з законом печатка, проставлена на контракті чи іншому офіційному документі, мала специфічне правове значення в різні часи в різних юрисдикціях. У судах країн острівного права контракт з відбитком печатки трактувався інакше, ніж інші письмові контракти, хоча ця практика в основному припинилася в більшості з таких юрисдикцій в 19 — на початку 20-го століть. Правовий термін «печатка» бере свій початок від «воскової печатки», яка використовувалась протягом всієї історії для завірення (серед інших призначень). З самого початку судами як печатку визнавалося тільки воскову печатку, проте в 19 столітті багато країн розширило визначення цього поняття, включивши до нього проставлення відбитків печаток на папір, на якому надрукований документ, на сургуч, притиснутий до паперу документа, на написану від руки письмову помітку на документі або друковані слова «печатка» чи «L.S.» (М.П.) (що означає латинський термін locus sigilli, що означає «місце для печатки»).

## Правове значення в зобов'язальному праві країн загального права
До сучасних установчих реформ у зобов'язальному праві, в судах юрисдикцій острівного права печатка широко розглядалась як така, що усуває потребу зустрічних вимог у контракті. Це відображає класичну теорію договору, в якій зустрічне виконання взаємних зобов'язань кожною стороною договору розглядалося як формальний аспект договору, тому з печаткою договір вважався альтернативної форми. Печатка не вважалася видом виконання взаємних зобов'язань кожною стороною договору, але скоріше породжувала презумпцію виконання взаємних зобов'язань кожною стороною договору (думка судів була різною чи ця презумпція була оспорюваною).
Причиною для особливого ставлення до договорів з печаткою можна розуміти в розрізі правових формальностей, пов'язаних з проставленням воскової печатки на документі. По-перше, наслідком правової процедури проставлення відбитку печатки на документ є підтвердження існування самого договору. По-друге, потреба використання печатки — широко відома своїм правовим значенням — слугує для того щоб справити на сторін враження значущості договору, який підписується. По-третє ці правові процедури щодо використання печатки демонструвало безсумнівно, що правова дія була здійснена згідно з намірами сторін.
На додаток до цих трьох теоретичних причин може бути і практичніша причина, а саме те, що об'єкт, який залишав відбиток на воску, як правило перстень-печатка, ідентифікував його власника, таким чином забезпечуючи доказ, що власник печатки саме і є стороною договору.
Крім заміни, для принципу зустрічних вимог у договорі були й інші наслідки проставлення печатки, а саме:
навіть платіж не припиняв проставлений печаткою договір, якщо документ фізично не був знищений;
звинувачення у шахрайстві не допускалося як спосіб захисту щодо договору з печаткою;
зміни і доповнення до договору з печаткою не додавалися, крім випадку, коли такі зміни були також завірені печаткою;
безпосередній учасник договору, який не зазначений у ньому (невизначена сторона), не може бути пов'язаний з контрактом, якщо він був з печаткою.

## Значення печатки в різних країнах

### Англія та Уельс
В Англії та Уельсі суди загального права з самого початку визнавали тільки воскові печатки, але ця вимога була значно лібералізована. Протягом 20-го століття невеличкий кружок червоного клейкого паперу, прикріплений до документа, який вимагався, був достатнім, коли особа повинна була ставити печатку (зазвичай на контрактах про продаж землі), хоча суди визнавали достатнім той кружок з буквами «L.S.» («М. П.»)
Правило загального права, яке вимагало щоб офіційний документ (дія) вчинений приватною особою повинен бути з печаткою для завірення, було нарешті скасовано у 1989 році Законом про власність 1989 р. Закон вів в дію рекомендації Правової комісії Англії та Уельсу в своєму звіті 1987 року Правочини та документи з печаткою, що набирають сили після настання/виконання передбаченої у них умови та замінив печатки вимогами щодо того що документ повинен чітко вказувати, що він вчинений як правочин і повинен бути посвідчений свідком.
Відносно компаній та інших юридичних осіб загальне право спочатку вимагало щоб всі контракти укладені такою особою повинні бути завірені печаткою, незалежно від того були це правочини чи ні. Це правило було суттєво розмите, наприклад бувши скасованим відносно компаній Законом про компанії у першій половині двадцятого століття, але до 1960 залишався в силі для інших корпорацій. Воно було скасовано Законом про контракти юридичних осіб 1960 р. Звичайні контракти (тобто не правочини) тепер можуть вчинятися корпораціями в той самий спосіб, як це роблять фізичні особи.
Закон про компанії 1989 року усунув вимогу компаніям мати звичайну печатку взагалі та передбачив умову для тих документів, які раніше повинні були вчинятися з печаткою, такі як правочини, натомість повинні вчинятися службовими особами компанії. В той же час компанії можуть і надалі мати і використовувати печатки для вчинення правочинів, якщо вони бажають, в такому разі печатка повинна бути гравійована (тобто печатка повинна залишати тиснений відбиток на сторінці, а не мокрий чи друкований) та нести назву компанії.
Деякі інші юридичні особи (які не є компаніями зареєстрованими згідно з Законом про компанії) все ще зобов'язані мати і використовувати печатки. Наприклад, Королівська Хартія про заснування Королівського медсестринського коледжу вимагає від коледжу мати загальну печатку, as does that of the BBC.
Також зміни, що стосуються правочинів внесені 1989 р. не стосуються юридичних осіб — інститутів однієї особи таких як міністр уряду або Єпископ Церкви Англії. Тому там де юридична особа — інституту однієї особи повинна вчинити правочин, вона продовжує використовувати офіційну печатку.

### Сполучені Штати Америки
В Сполучених Штатах Америки воскова печатка ніколи явно не вимагалася. Закон про контракти в другій редакції зазначає, що 
Відбитки прямо на папері визнавалися раніше і є надалі притаманними для нотаріальних та корпоративних печаток також широко використовується плавкий сургуч для паперу. За відсутності норми закону рішення розділились за чинністю писаних і друкованих слів «Печатка», друкованої абревіатури 'L.S.' (М.П.) …, написану від руки письмову помітку на документі та опис відбитку печатки
Розширення поняття печатка було в цілому постійно одночасне зі зменшенням відмінностей контрактів з печаткою. Цей тренд можна спостерігати паралельно до розширення судами тлумачення поняття «форма правочину» та відображається на еволюції сучасної теорії договору з класичної теорії договору.